# Зографът Захарий
„Зографът Захарий“ е опера на българския композитор Марин Големинов, поставена за пръв път през 1972 година.
Либретото на Павел Спасов е базирано на пиесата му „Греховната любов на зографа Захарий“, свободно интерпретираща живота на Захарий Зограф. Премиерата на операта е на 17 октомври 1972 година в Софийската опера, постановка на Михаил Хаджимишев под диригентството на Марин Големинов с Никола Гюзелев в главната роля.